# Sarniki (obwód lwowski)
Sarniki – wieś na Ukrainie w rejonie lwowskim (do 2020 roku w rejonie przemyślańskim) należącym do obwodu lwowskiego.
Zachodnią część wsi stanowi dawna kolonia niemiecka Rehfeld (Sarniki Małe).

## Położenie
Na podstawie Słownika geograficznego Królestwa Polskiego i innych krajów słowiańskich: Sarniki to wieś w powiecie bóbreckim, 8 km na południowy wschód od Bóbrki.

## Galeria

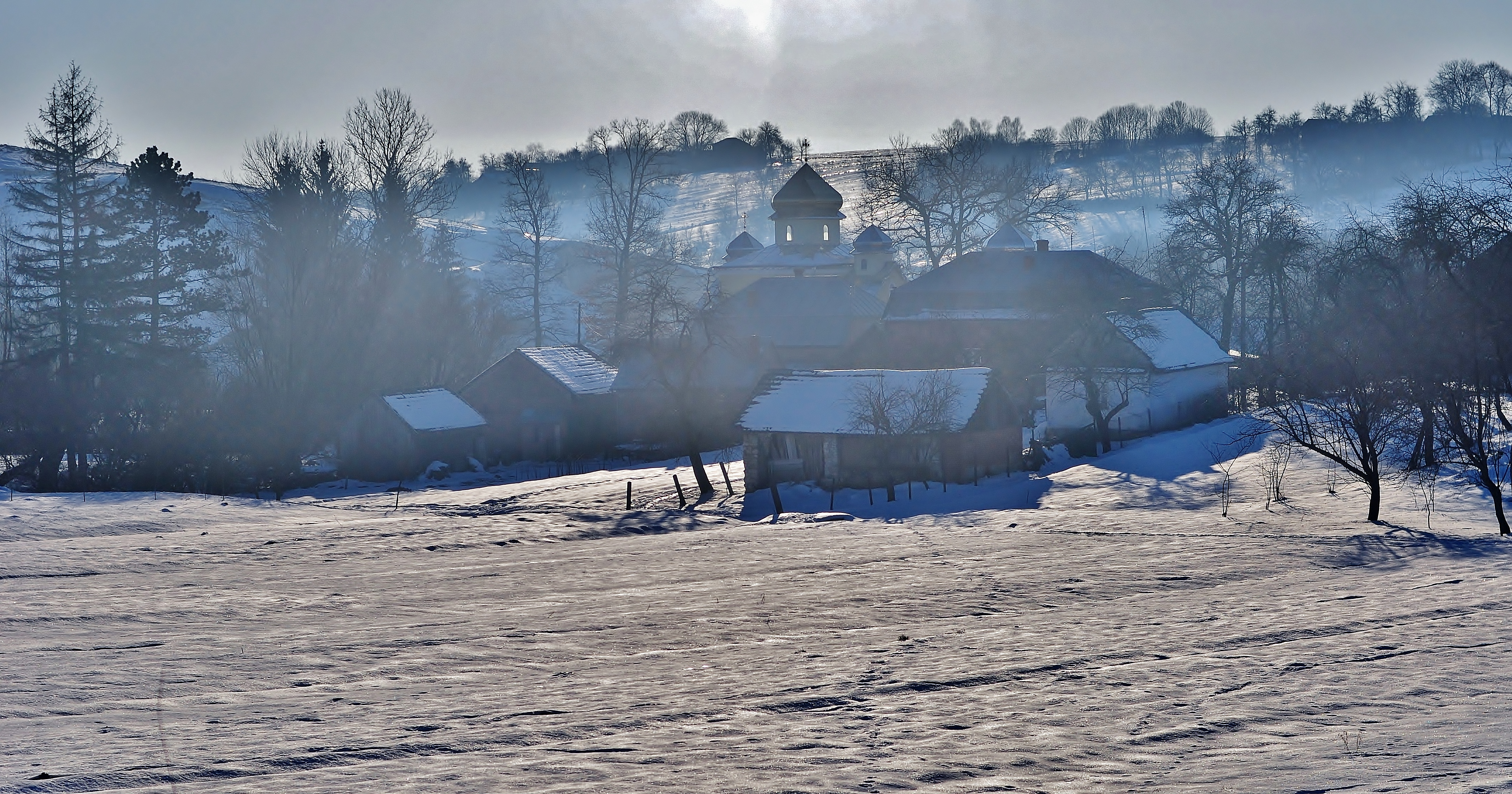
Wieś w porannej mgle
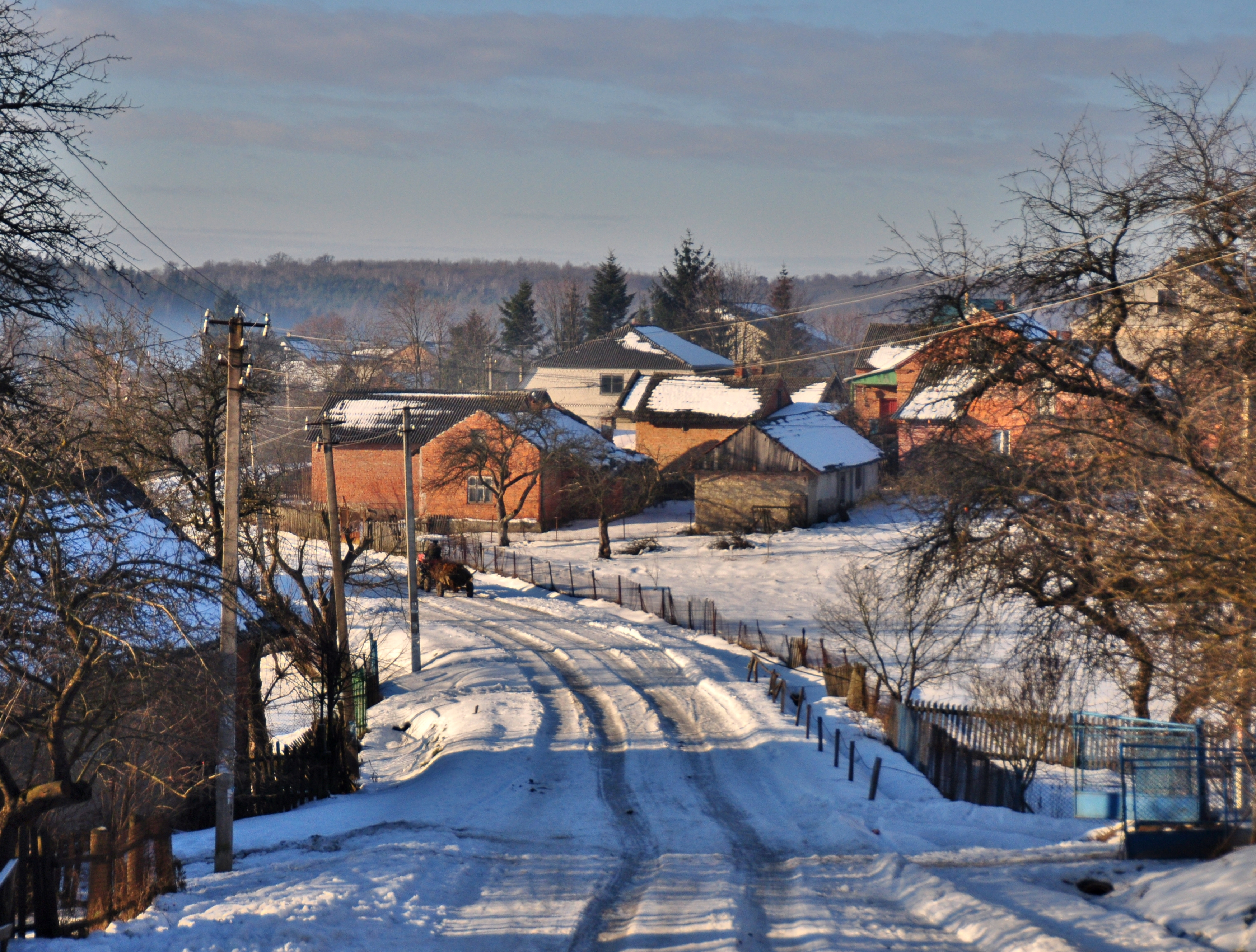
W centrum wsi
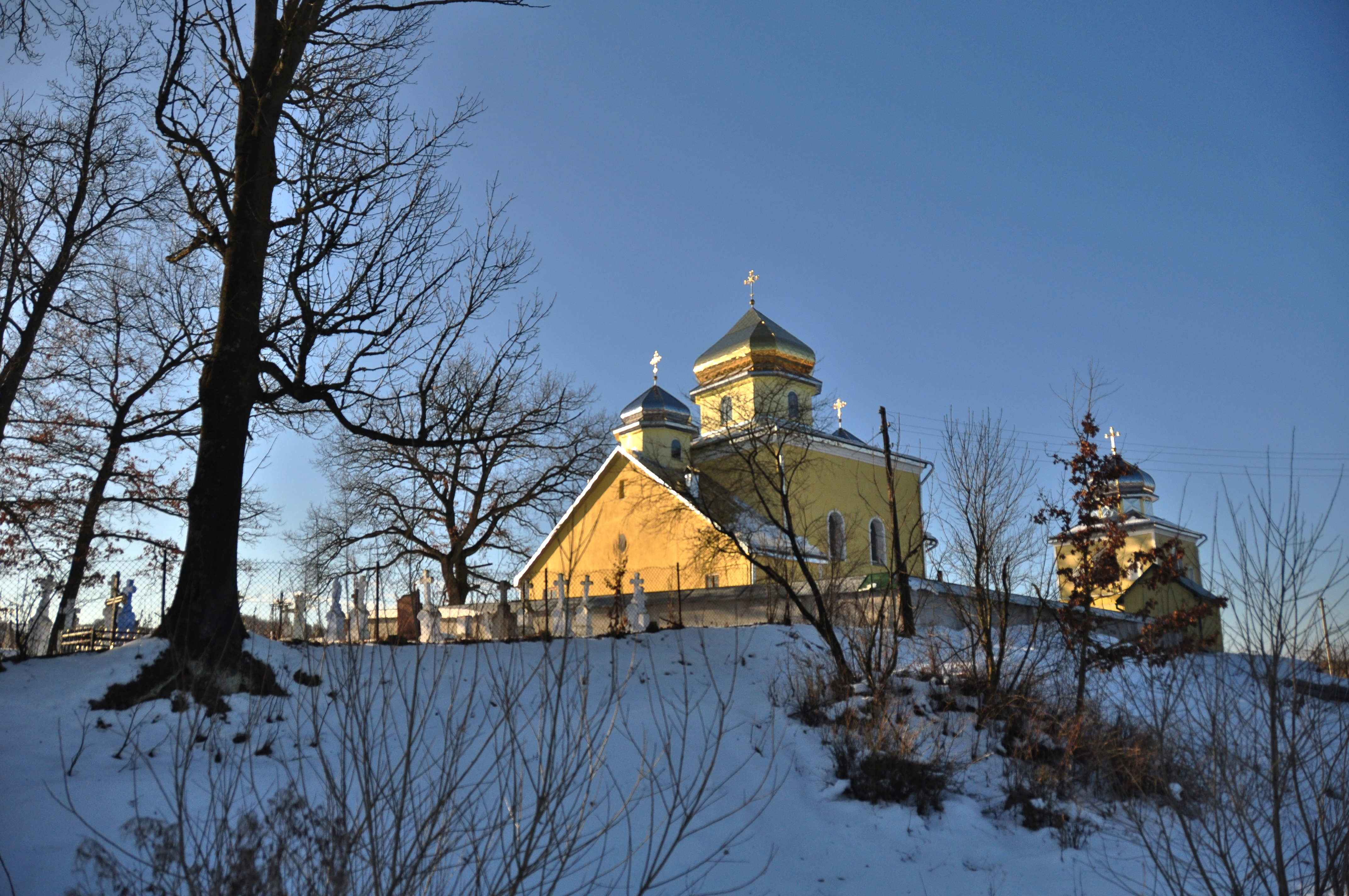
Cerkiew św. Andrzeja
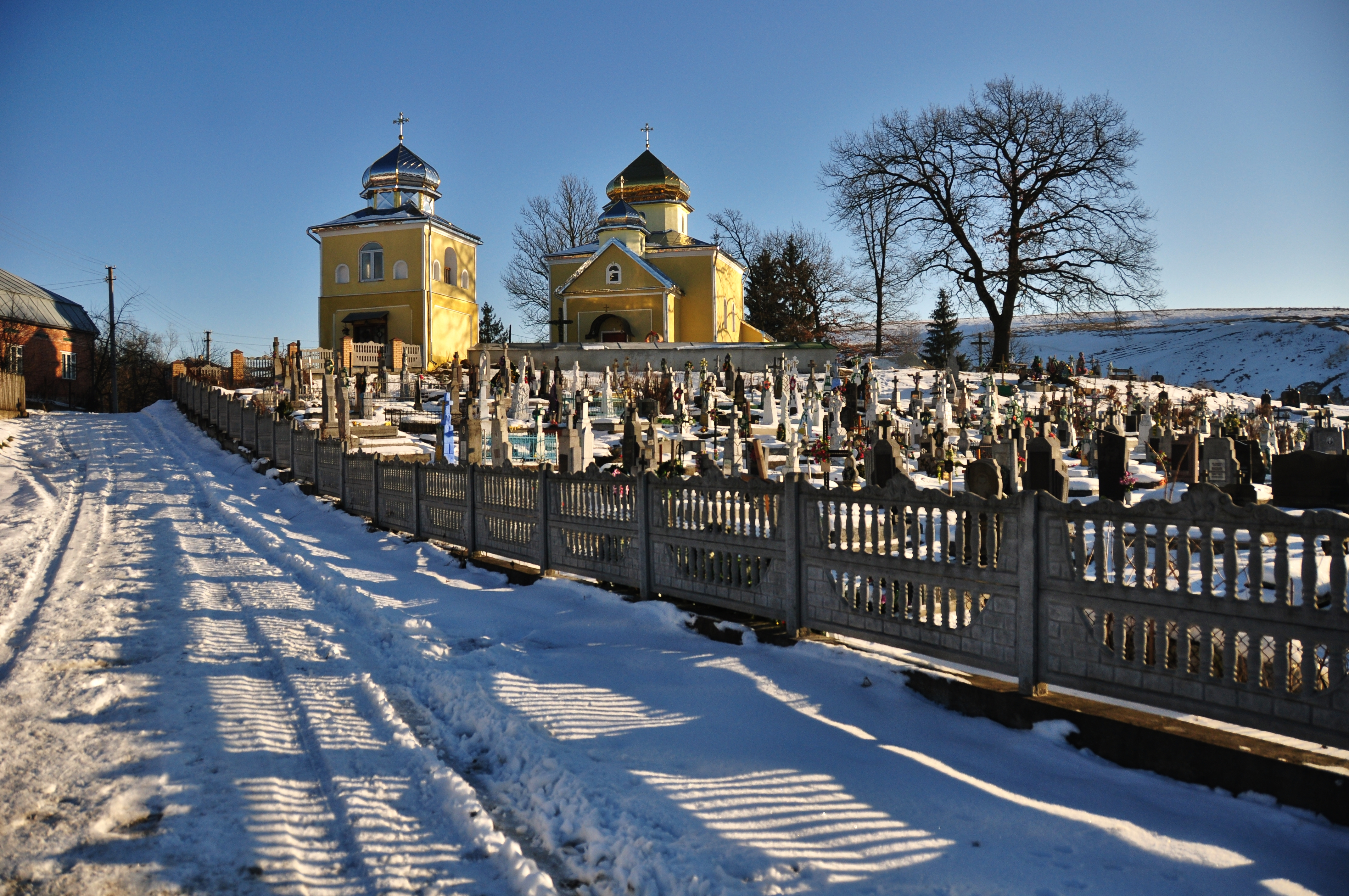
Cerkiew św. Andrzeja i cmentarz
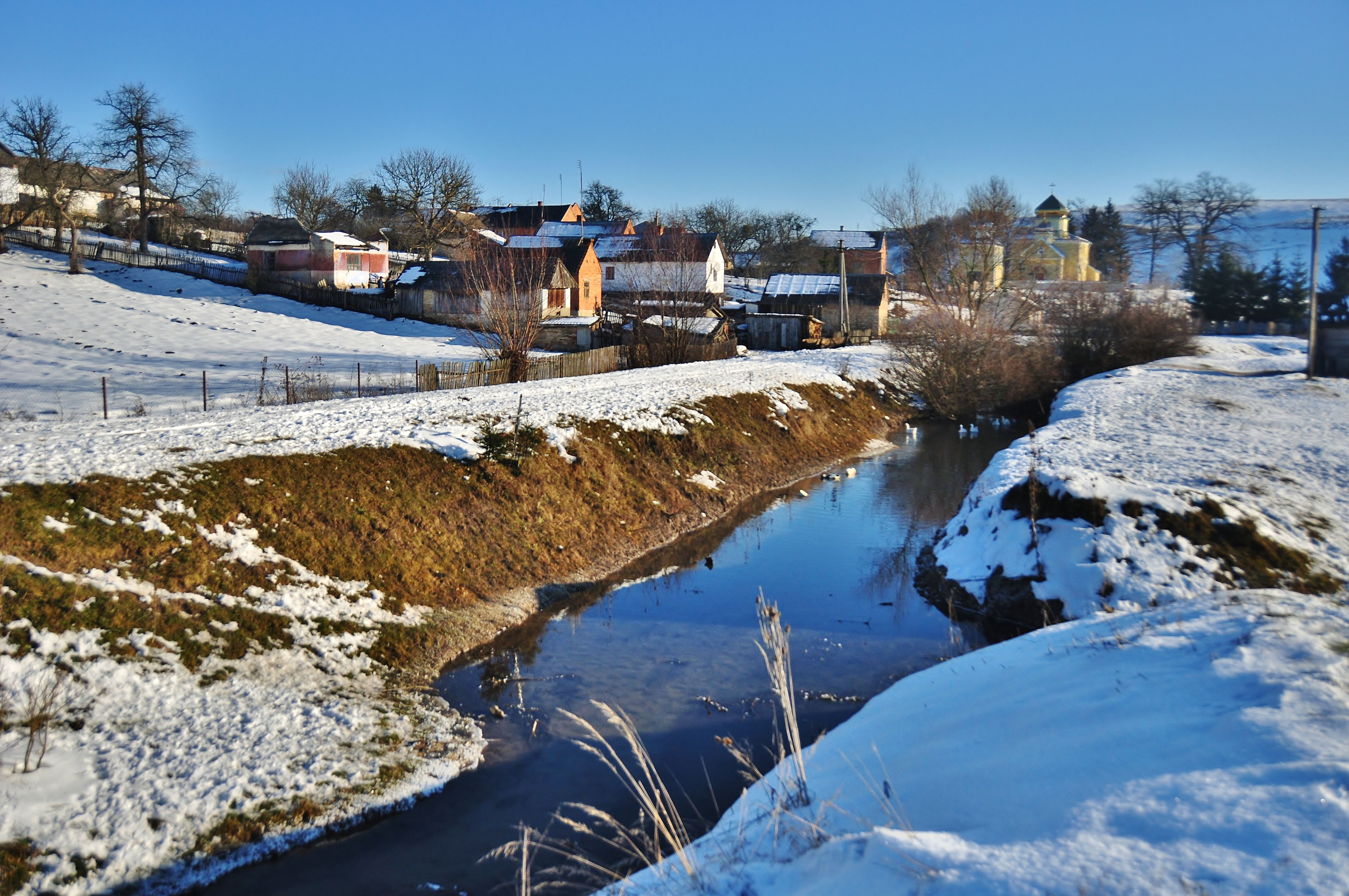
Rzeka Boberka
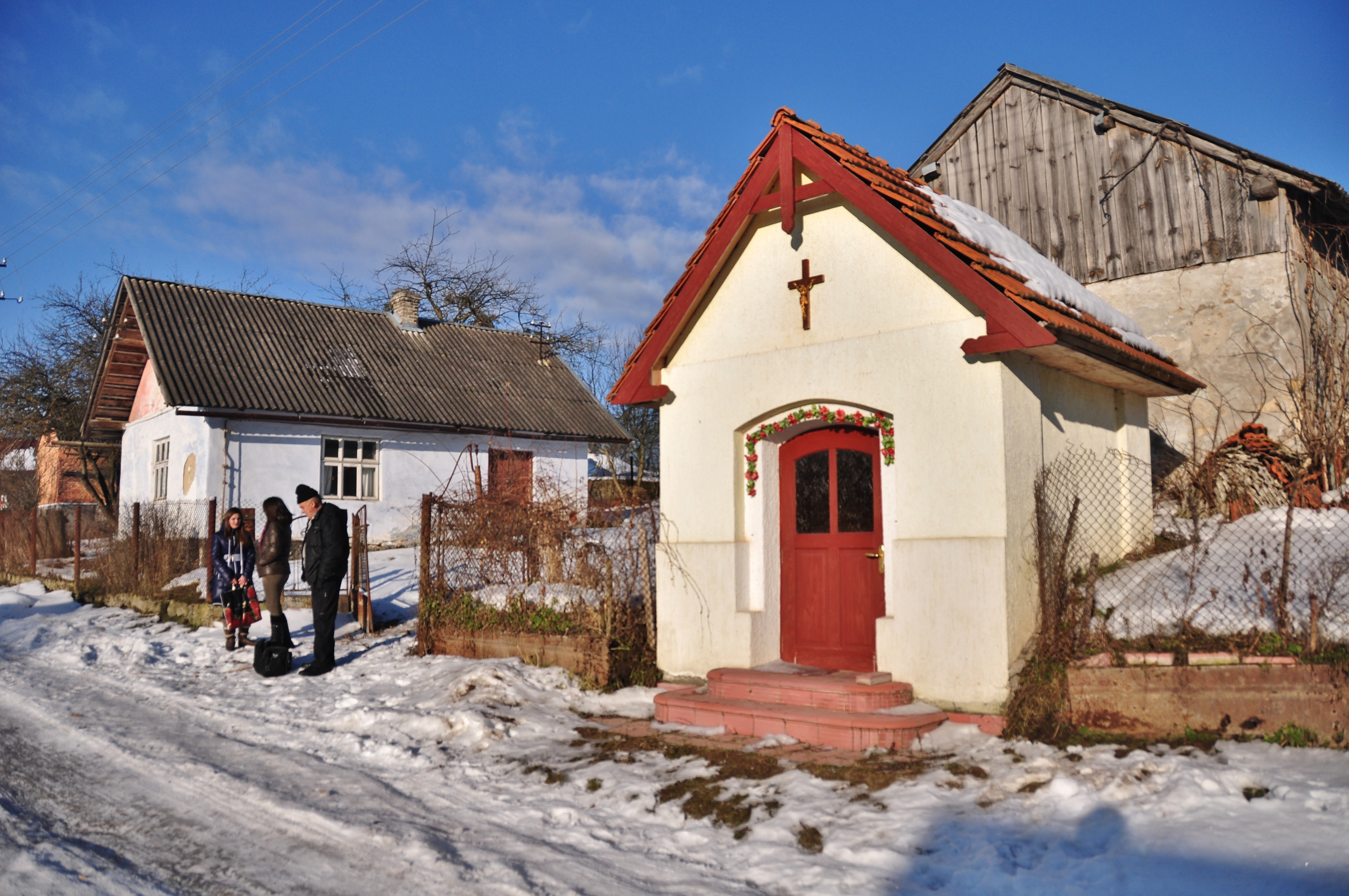
Kaplica
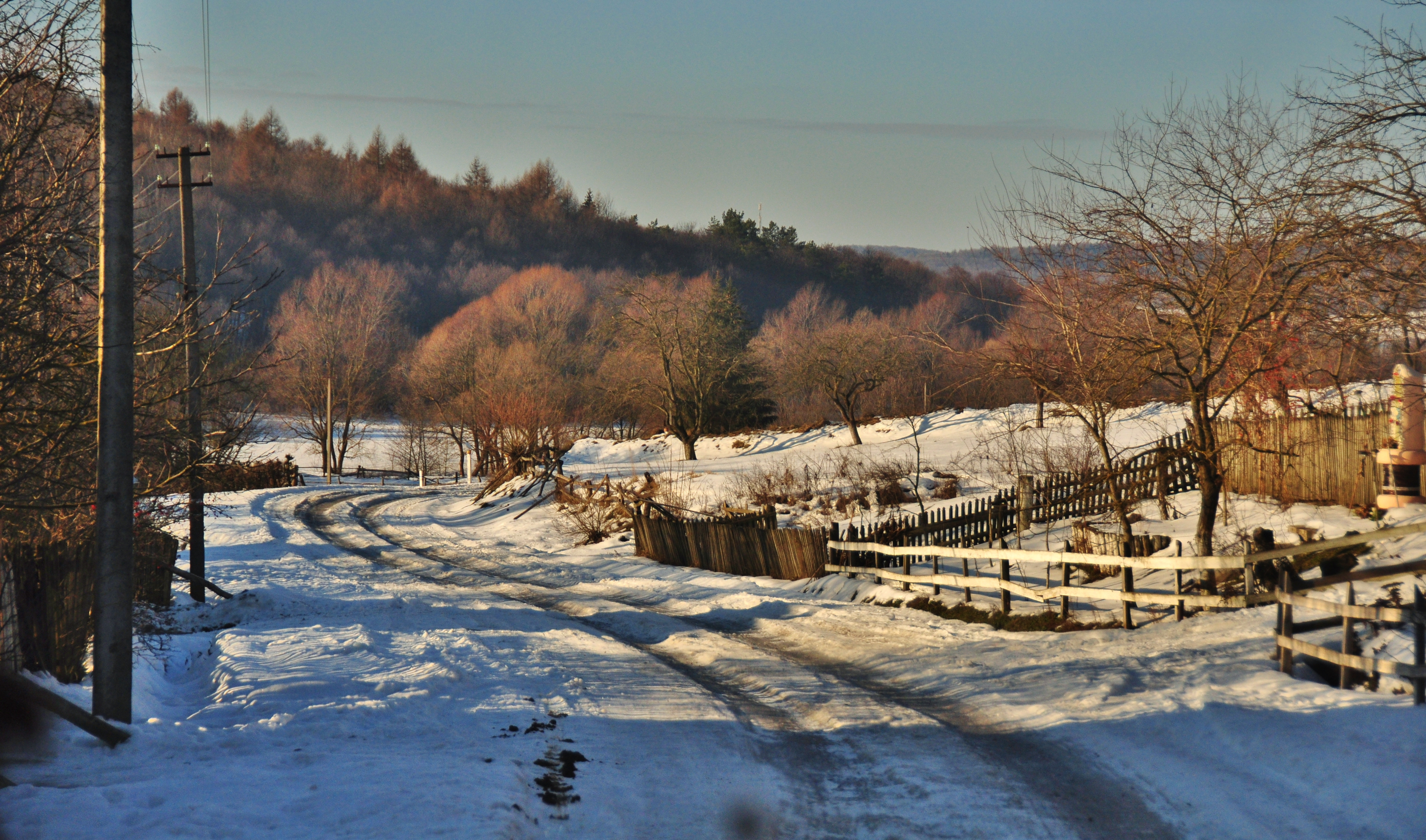
Zachodnie obrzeża wsi
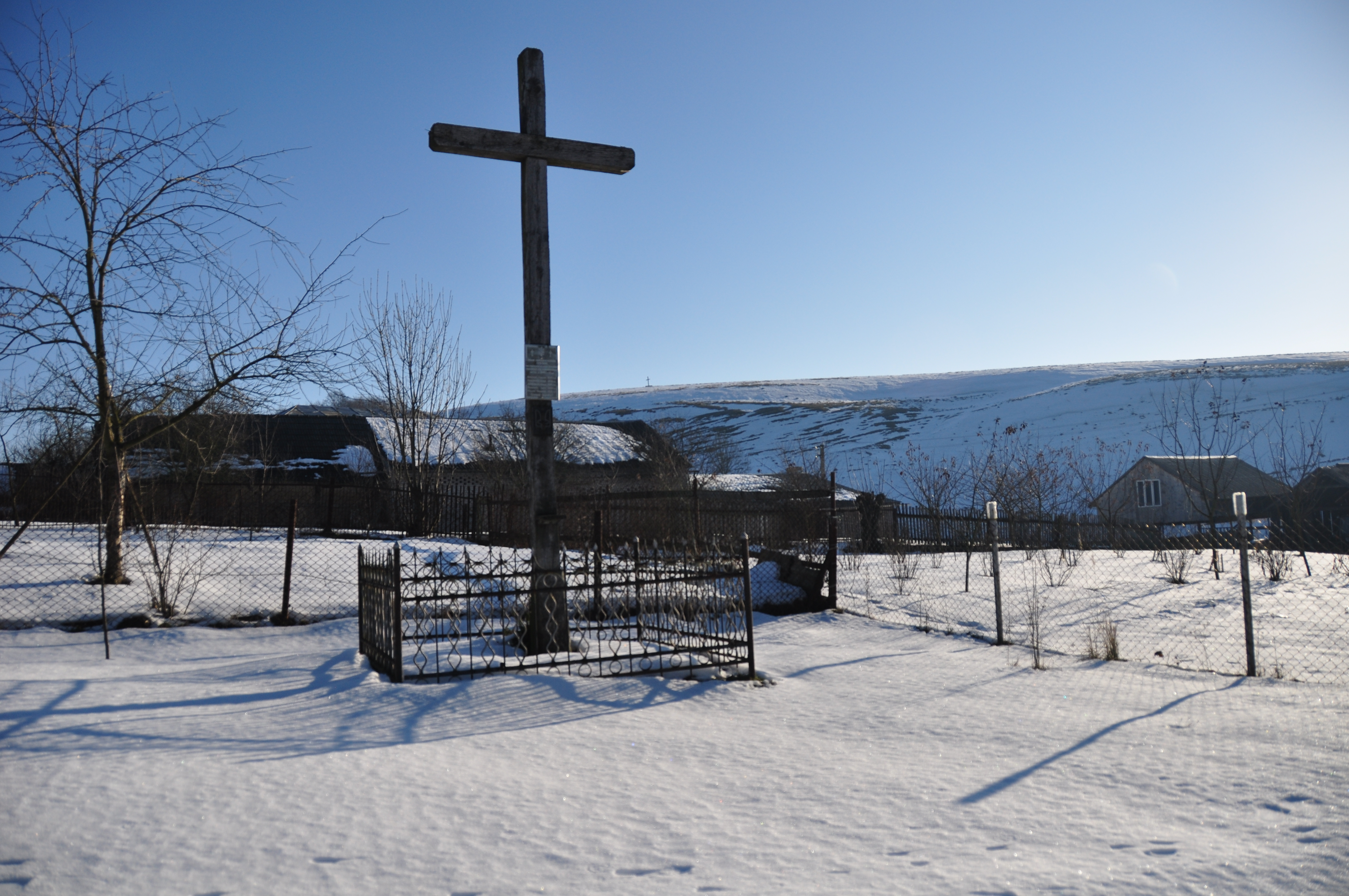
Krzyż pamięci żołnierzy OUN-UPA poległych z rąk NKWD w latach 1944-1945